# Tubaigang
Tubaigang (kinesiska: 土柏岗, 土柏岗乡) är en socken i Kina. Den ligger i provinsen Henan, i den centrala delen av landet, omkring 73 kilometer öster om provinshuvudstaden Zhengzhou. Antalet invånare är 24 379. Befolkningen består av 11 865 kvinnor och 12 514 män. Barn under 15 år utgör 19,0 %, vuxna 15-64 år 72 %, och äldre över 65 år 8,0 %.
Genomsnittlig årsnederbörd är 681 millimeter. Den regnigaste månaden är juli, med i genomsnitt 182 mm nederbörd, och den torraste är januari, med 4 mm nederbörd.